# Gymnadenia austriaca
Gymnadenia austriaca är en orkidéart som först beskrevs av Herwig Teppner och Erich Klein, och fick sitt nu gällande namn av Pierre Delforge. Gymnadenia austriaca ingår i släktet brudsporrar, och familjen orkidéer.

## Underarter
Arten delas in i följande underarter:
- G. a. austriaca
- G. a. gallica

## Bildgalleri

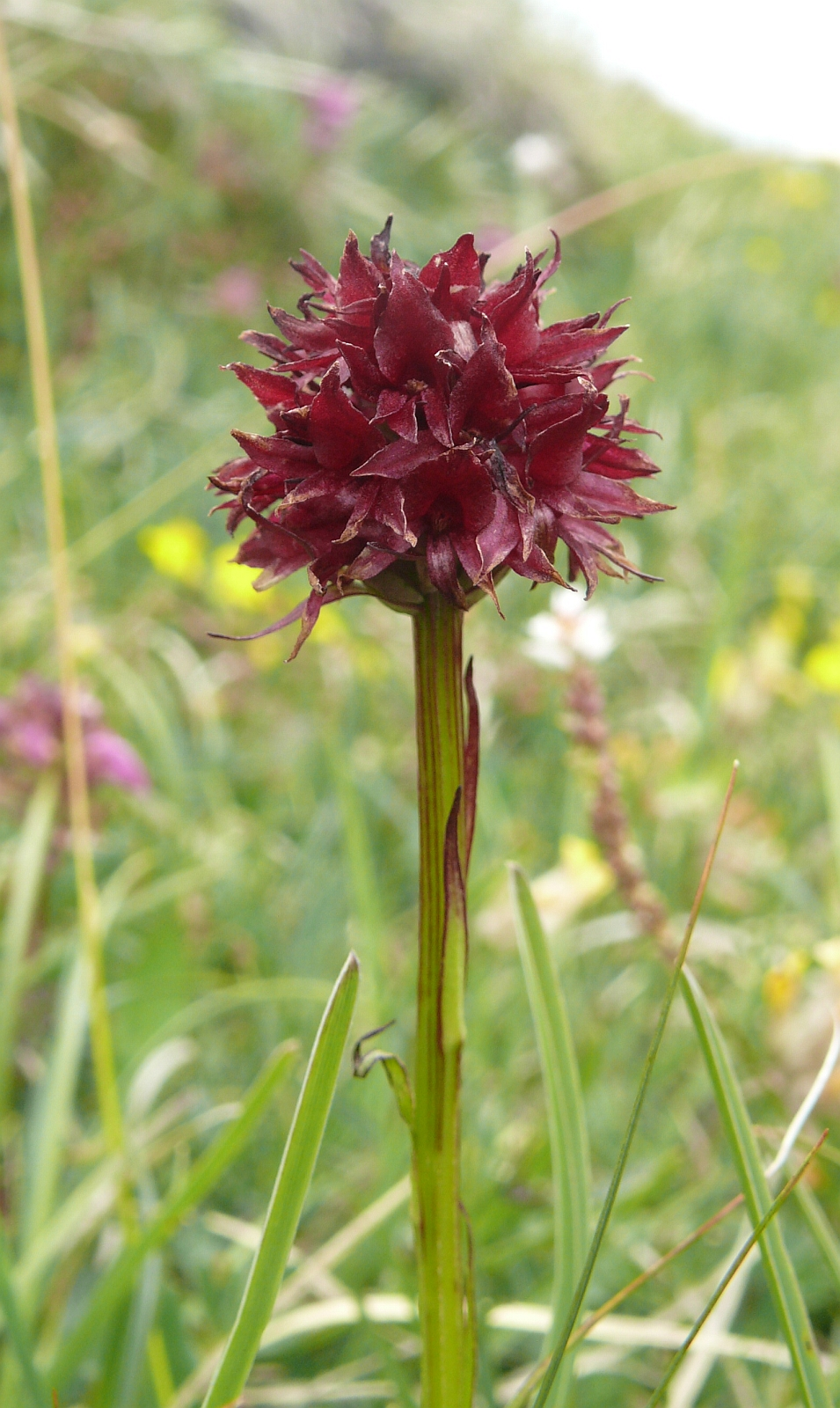
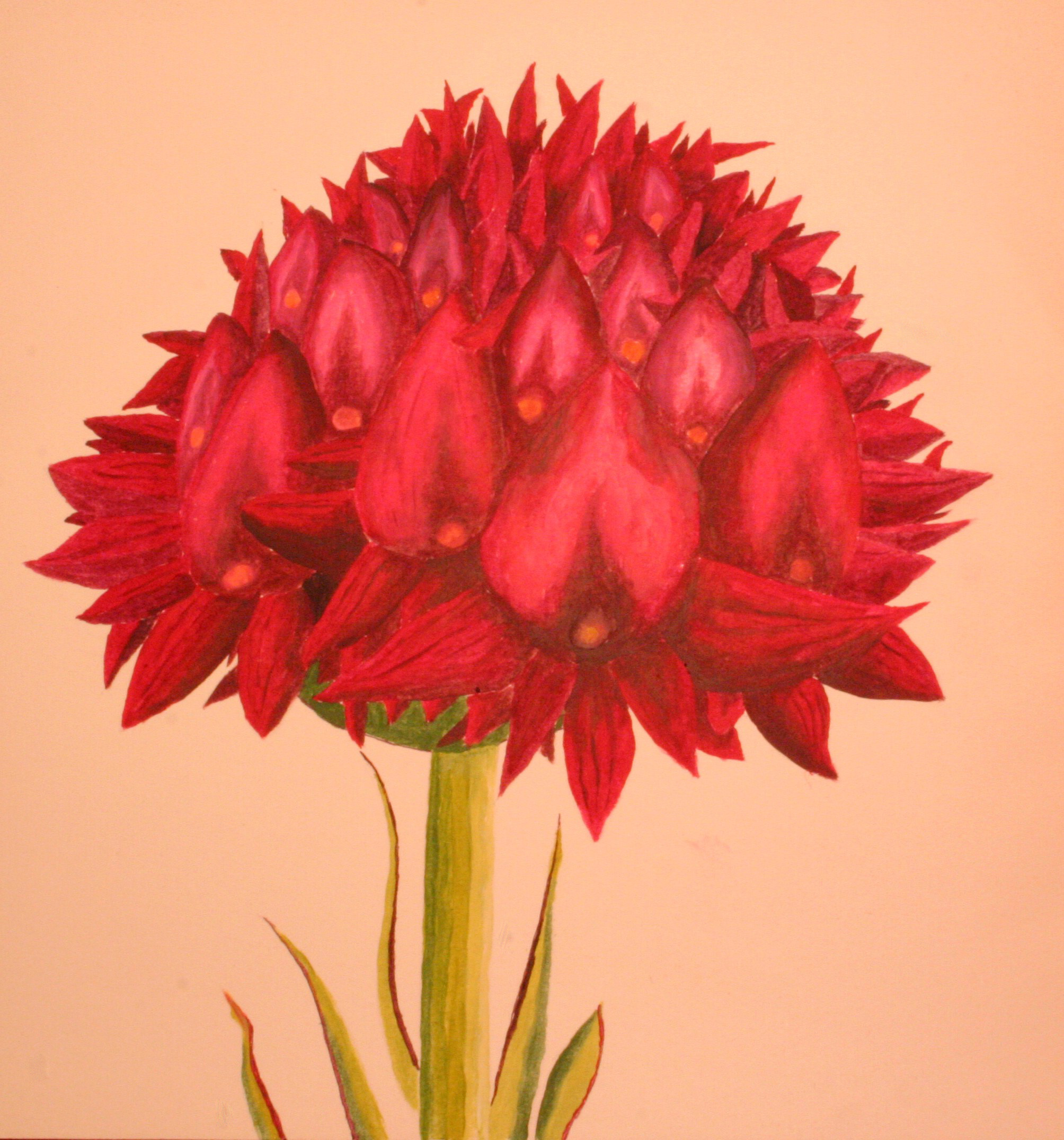
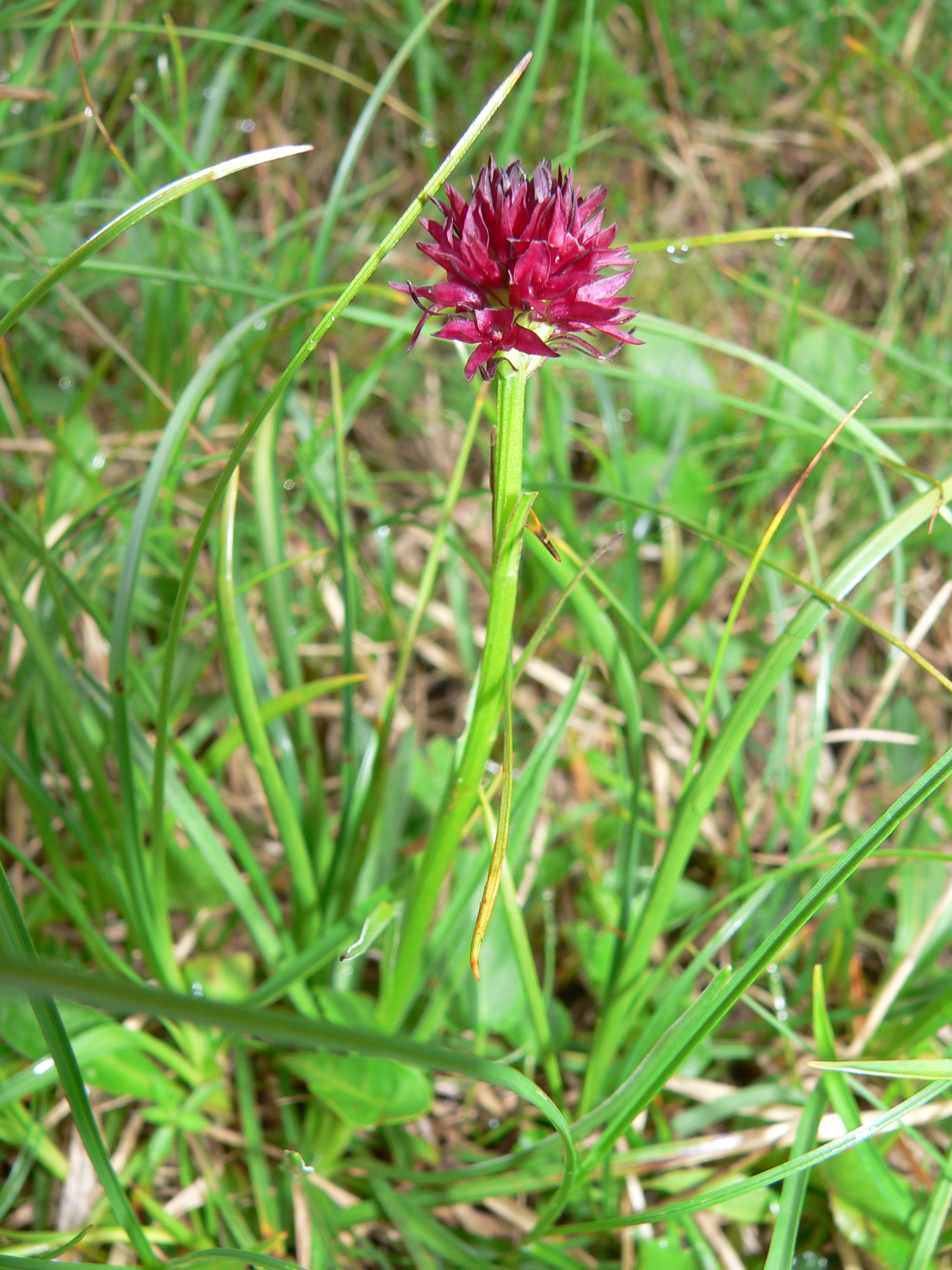